# عرق السوس البخاري
عرقسوس بخاري (الاسم العلمي: Glycyrrhiza bucharica) هو نوع من النباتات يتبع جنس العرقسوس من الفصيلة البقولية.